# Adrienne Frantz
Adrienne Danielle Frantz Bailey (ur. 7 czerwca 1978 w Mount Clemens, w stanie Michigan) – amerykańska aktorka telewizyjna i piosenkarka.

## Życiorys
Jest córką psycholog Vicki Frantz i szefa kuchni Johna Frantza. Jako trzyletnie dziecko występowała w prywatnym recitalu tanecznym w Mount Clemens, w stanie Michigan. Miała dwanaście lat, gdy jej rodzice rozwiedli się. Po ukończeniu szkoły średniej w Medford, w stanie Nowy Jork, w wieku szesnastu lat przeniosła się do Nowego Jorku. Pojawiała się w reklamach i śpiewała w inscenizacji telewizyjnej Bye, Bye Birdie. Zadebiutowała na scenie w roli Hermii w spektaklu szekspirowskim Sen nocy letniej (A Midsummer Night's Dream) w New York Youth Theatre. W listopadzie 1996 podczas rozdania prestiżowych nagród The Los Angeles Awards została uznana za najlepszą wokalistkę.
Bez wahania zrezygnowała ze studiów teatralnych w nowojorskim Marymount College, gdy zabłysnęła na srebrnym ekranie jako uciekinierka Tiffany Thorne, która zakochuje się w Seanie Richardsie (Randy Spelling), co nie podoba się matce chłopca – Olivii (Lesley-Anne Down) w operze mydlanej NBC Sunset Beach (1997). Rola Ambrosii „Amber” Moore, niani dzieci Brooke (Katherine Kelly Lang), aspirującej piosenkarki, dziewczyny 16-letniego Ricka Forrestera (Jacob Young/Justin Torkildsen), czułej matki ich adoptowanego syna, która rezygnuje z kariery muzycznej i zostaje utalentowaną projektantką mody w operze mydlanej CBS Moda na sukces (The Bold and the Beautiful, 1997–2005, 2010–2012) przyniosła jej sławę oraz nagrodę dla Młodego Artysty w 1999 i Daytime Emmy w 2001.
W 2006 wydała swoją debiutancką płytę Nomaly. W sitcomie stacji Fox Różowe lata siedemdziesiąte (That '70s Show, 2006) odtwarzała postać Kelly. W operze mydlanej CBS Żar młodości (The Young and the Restless, 2006–2010) ponownie wcieliła się w postać Amber Moore.
W latach 1998–2005 spotykała się z Johnem „Johnnym” Rzeznikiem, wokalistą grupy Goo Goo Dolls. W styczniu 2010, zaręczyła się z aktorem, Scotty'm Bailey. Para wzięła ślub 11 listopada 2011.

## Dyskografia
Albumy
- Anomaly (2007)

Single
- „Getaway” (2008)

## Filmografia
filmy
- 2019: Maternal Instinct jako Kelly

- 2015: The Perfect Girlfriend jako Simone Matthews
- 2012: I Married Who? jako Claire
- 2008: Act Your Age jako EB
- 2008: Donna on Demand jako Donna
- 2007: Hack! jako Maddy Roth
- 2007: Ed Gein: The Butcher of Plainfield jako Erica
- 2006: Angst jako EB
- 1999: Jimmy Zip jako Sheila
- 1999: Speedway Junky jako Kelley

seriale
- 2006–2010, 2013: Żar młodości (The Young and the Restless) jako Amber Moore
- 2006: Różowe lata siedemdziesiąte (That '70s Show) jako Kelly
- 2001: Pełzaki (Rugrats) jako Emica (głos)
- 2000: As Told by Ginger jako Operator (głos)
- 2000: Dzika rodzina Thornberrych (The Wild Thornberrys) jako Inga (głos)
- 1999: Chicken Soup for the Soul jako Sandy
- 1997–2005, 2010–2012 Moda na sukces (The Bold and the Beautiful) jako Ambrosia „Amber” Moore
- 1997: Sunset Beach jako Tiffany Thorne #1
- 2003: Moda na sukces (The Bold and the Beautiful) jako April Knight – siostra bliźniaczka Amber Moore

## Nagrody
- 1999 – Młody Artysta (za serial Moda na sukces)
- 2002 – Daytime Emmy (za serial Moda na sukces)